# Metrički prostor

## Definicija i osnovni primjeri[1]
Neka je X skup i d:X×X→R realna funkcija sa sljedećim svojstvima.
1. (∀ x,y ∈ X) d(x,y) ≥ 0
2. (∀ x,y ∈ X) d(x,y) = 0 ako i samo ako je x=y
3. (∀ x,y ∈ X) d(x,y) = d(y,x)
4. (∀ x,y,z ∈ X) d(x,z) ≤ d(x,y) + d(y,z).

Tada se funkcija d naziva metrika na X, a uređeni par (X,d) naziva se metrički prostor. Relacija 4. se obično naziva nejednakost trokuta.
Primjeri:
1. Na svakom skupu X može se definirati diskretna metrika δ s δ(x,y)={1, x≠y,   0, x=y}.
2. Na svakom normiranom vektorskom prostoru (X, || ||) može se definirati metrika na X s d(x,y) := || x-y ||. Kaže se da je metrika d inducirana normom || ||.
3. Neka je B(T) skup svih omeđenih funkcija x:T→R. Tada je na B(T) dobro definirana supremum norma sa || x || := sup{ |x(t)| : t ∈ T }. Ta norma inducira metrilku na B(T) po primjeru 2.
4. Standardna (euklidska) metrika na R je definirana s d(x,y)=|x-y|

Ako umjesto zahtjeva 2. u definiciji zahtijevamo 2.' : (∀ x,y ∈ X) x=y→d(x,y)=0 onda se d naziva pseudometrika na X, a (X,d) pseudometrički prostor.
Primjer: Na R2  definiramo pseudometriku d:R2 ×R2 → R s d(x,y) := |x1-y1|, za x=(x1,x2), y=(y1,y2) ∈ R2.Tada je (X,d) pseudometrički prostor, ali nije metrički prostor.

## Elementarni pojmovi[1]

### Udaljenost skupova
Neka je (X,d) metrički prostor, x0 ∈ X i A ⊆ X. definiramo udaljenost točke x0 od skupa A s d(x0,A) := inf { d(x0,a) : a ∈ A}. Ako je x0 ∈ A, onda je d(x0,A)=0.
Neka su A i B podskupovi metričkog prostrora X. Definiramo udaljenost skupova A i B s d(A,B) := inf { d(a,b) : a ∈ A, b ∈ B }. Ako je A ∩ B ≠∅, onda je d(A,B)=0
Uočimo sljedeće:
- Zbog svojstva 1. infimumi skupova { d(x,a) : a ∈ A} i { d(a,b) : a ∈ A, b ∈ B } postoje jer su ti skupovi omeđeni odozdo s 0.
- Ako je d(x0,A) = 0, ne mora biti x0 ∈ A. Primjerice,uz A= <0,+∞> vrijedi d(0,A) = 0, ali 0 nije element skupa <0,+∞>. Slično, ako je d(A,B) = 0, ne mora biti A ∩ B ≠∅ (primjerice, uz A   =<0,+∞> i B=<-∞, 0> vrijedi d(A,B)=0 i A ∩ B = ∅).

### Omeđeni i potpuno omeđeni skupovi
Neka je (X,d) metrički prostor i A ⊆ X. Kažemo da je A omeđen podskup od X ako je skup { d(a,a') : a, a' ∈ A } omeđen podskup od R. Kažemo da je X omeđen (ili da je d omeđena metrika na X) ako je X omeđen kao skup.
Ako je A ⊆ X omeđen, onda je dobro definiran sup { d(a,a') : a, a'∈ A } koji nazivamo dijametar skupa A i označavama s diam A. Ako je A neomeđen, pišemo diam A=∞.
Uočimo sljedeće:
- Isti skup može biti omeđen uz jednu metriku, a neomeđen uz drugu metriku. Primjerice, skup realnih brojeva je omeđen uz diskretnu metriku, a neomeđen uz standardnu euklidsku metriku.
- Ako je A omeđen skup i B ⊆ A, onda je i B omeđen. Ako je A neomeđen i A ⊆ B, onda je i B neomeđen.
- Unija konačno mnogo omeđenih skupova je omeđen skup.

Najvažniji primjer omeđenog skupa u metričkom prostoru (X,d) je kugla B(x,r) sa središtem u x ∈ X radijusa r>0 definirana s B(x,r) := { y ∈ X : d(x,y)<r }. Vrijedi diam B(x,y)≤2r.
Neka je (X,d) metrički prostor i A ⊆ X. Kažemo da je A potpuno omeđen podskup od X ako za svaki ε>0 postoji n ∈ N i podskupovi X1,...,Xn koji pokrivaju A i za svaki i ∈ {1,...,n} je diam Xi<ε. Kažemo da je metrički prostor (X,d) potpuno omeđen(ili da je d potpuno omeđena metrika na X) ako je X potpuno omeđen kao svoj podskup.
Vrijedi:
- Podskup potpuno omeđenog skupa je potpuno omeđen skup.
- Ako je A potpuno omeđen, onda je i omeđen.

### Neki zanimljivi teoremi
1. Neka je (X,d) metrički prostor i x1,..., xn ∈ X. Tada vrijedi d(x1,xn)≤Σd(xi,xi+1) (poopćenje relacije trokuta, tzv. relacija mnogokuta)
2. diam (A ∪ B) ≤ diam A + d(A,B) + diam B
3. Podskup A metričkog prostora X je potpuno omeđen ako i samo ako za svaki ε>0 postoji konačan podskup {x1,..., xn} ⊆ X takav da je A ⊆ UB(xi,ε).
4. U euklidskom prostoru Rn podskup A ⊆ Rn  je omeđen ako i samo ako je potpuno omeđen.